# Most Księżnej Jolanty w Kaliszu
Most Księżnej Jolanty – most drogowy na Prośnie w Kaliszu w ciągu ulicy Księżnej Jolanty. Znajduje się w dzielnicy Piwonice i zapewnia komunikację między centrum miasta a osiedlem Lis, Godzieszami Wielkimi i wsią letniskową Szałe. Obecnie istniejący most został oddany do użytku 23 maja 2011. Patronką mostu jest księżna Jolenta (Jolanta), żona księcia kaliskiego Bolesława Pobożnego. 

## Stary most
Mimo braku dokładnych informacji o konkretnym roku wybudowania starego mostu, według Zarządu Dróg Miejskich w Kaliszu został on wzniesiony na przełomie lat 40. i 50. XX wieku. W 1987 dokonano jego remontu, który polegał na podniesieniu rzędnej spodu ustroju nośnego o 55 cm, wykonaniu nowej płyty pomostowej wraz z hydroizolacją i położeniu nowego asfaltu na jezdni i chodnikach. Na początku 2009, gdy stan techniczny mostu określono jako bardzo zły, zadecydowano o jego rozbiórce i wybudowaniu nowej przeprawy. 16 marca 2009 na moście wprowadzono zwężenie jezdni i ruch wahadłowy. Miesiąc później, po apelach kierowców, zamontowano dodatkowo sygnalizację świetlną. Ruch samochodów odbywał się w ten sposób aż do 27 listopada 2010, kiedy to został skierowany na nowy, budowany obok most. Stara przeprawa została zamknięta i do połowy grudnia 2010 zburzona.

## Nowy most
Nowy most Księżnej Jolanty jest mostem łukowym, podwieszanym o konstrukcji stalowej. Jego budowa zaczęła się w lipcu 2010. Pierwotnie planowano wybudować tymczasową przeprawę, która miała służyć kierowcom podczas rozbiórki starego i budowy nowego obiektu, jednak postanowiono wybudować nowy most obok istniejącego, po którego wyburzeniu przesunięto nowy na właściwe miejsce. Do końca września 2010 zainstalowano łuki wraz z cięgnami łączącymi je z dźwigarami głównymi. Pod koniec października gotowa była żelbetowa płyta pomostowa. W listopadzie wykonano tymczasową drogę dojazdową do nowego mostu. Od momentu wyburzenia starej przeprawy do końca kwietnia 2011 na obu brzegach Prosny wybudowano nowe przyczółki. 7 maja rozpoczęła się operacja przesuwania mostu na właściwe miejsce, która zakończyła się następnego dnia. 23 maja 2011 most został oddany do użytku, natomiast prace wykończeniowe trwały jeszcze do końca tegoż miesiąca. Niedługo potem zaczął się remont ulic Księżnej Jolanty i Starożytnej, który potrwał do września 2011.